# Muvi
Muvi je tradiční nivchský pokrm, obvykle podávaný o svátcích a oslavách, podobně jako jiný nivchský pokrm – mos. Oba tyto pokrmy se dobře skladují jelikož se v chladnu dlouho nekazí. Muvi připravíme z brambor (vliv ruské kuchyně) které rozšťoucháme až na kaši. K nim přidáme brusinky, řádně promícháme a dochutíme cukrem. Kromě brusinek můžeme přidat i kaviár, vařené ryby nebo tuk (Nivchové používají hlavně tulení).